# Contea di Grand (Colorado)
La contea di Grand, in inglese Grand County, è la 22ª in ordine di estensione delle 64 contee in cui è diviso lo Stato del Colorado, negli Stati Uniti. La popolazione al censimento del 2000 era di 12 442 abitanti. Il capoluogo di contea è Hot Sulphur Springs.

## Geografia fisica
La contea si trova nel centro-nord dello Stato. Conformemente al U.S Census Bureau, la contea ha un'area totale di (4842 km²), delle quali 4783 km² in terreni e 59 km² (l'1,23%) in laghi.
Il territorio si trova nella zona delle Montagne Rocciose. La caratteristica principale della contea è il Middle Park, bacino montuoso che include la fonte del fiume Colorado. Nella contea si trova anche il Grand Lake, il lago più profondo dello Stato. Gran parte della contea - circa il 75% - è pubblica, amministrata da Stato e governo federale, in quanto rientra in parchi nazionali e aree protette statali. Tra questi, il parco nazionale delle Montagne Rocciose.

### Contee confinanti
- Contea di Jackson - nord
- Contea di Larimer - nord-est
- Contea di Boulder - est
- Contea di Gilpin - est
- Contea di Clear Creek - sud-est
- Contea di Summit - sud
- Contea di Eagle - sud-ovest
- Contea di Routt - ovest

### Aree Ricreative Nazionali
- Arapaho National Recreation Area

### Foreste Nazionali
- Arapaho National Forest
- Routt National Forest

### Riserve Naturali Nazionali
- Byers Peak Wilderness
- Indian Peaks Wilderness
- Never Summer Wilderness
- Ptarmigan Peak Wilderness
- Sarvis Creek Wilderness
- Vasquez Peak Wilderness

### Parchi con Piste Ciclabili
- Great Parks Bicycle Route
- TransAmerica Trail Bicycle Route

### Scenic byways
- Colorado River Headwaters National Scenic Byway
- Trail Ridge Road/Beaver Meadow National Scenic Byway

## Storia
L'area era abitata dai nativi Ute. Quando la contea di Grand fu creata il 2 febbraio 1874 fu scorporata dalla contea di Summit e corrispondeva ai territori ai margini occidentali e settentrionali dello Stato, che al giorno d'oggi sono occupati dalla contea di Moffat e quella di Routt. Fu chiamata così per il Grand River, il vecchio nome del fiume Colorado, la cui sorgente si trova al interno della contea.
Il 29 gennaio 1877 fu fondata la contea di Routt dalla porzione lungo la frontiera occidentale. Quando furono scoperti giacimenti di minerali preziosi nel North Park, la contea di Grand li rivendicò come suoi, anche se già rivendicati e occupati dalla la contea di Larimer. La decisione fu presa dalla Corte Suprema del Colorado che nel 1886 dichiarò North Park parte della contea di Larimer, delineando il confine nord della contea di Grand.

## Società
Secondo il censimento del 2000, c'erano 12 442 persone, 5 075 nuclei familiari, e 3 217 famiglie residenti nella contea. La densità di popolazione era di 3 abitanti per km². C'erano 10 894 unità abitative con una densità media di 2 per km². L'etnia della popolazione era costituita per il 95,15% da bianchi, lo 0,48% da persone di colore o African American, lo 0,43% da nativi d'America, lo 0,68% da asiatici, lo 0,10% proviene dalle isole del Pacifico, il 2,0% di altre etnie e l'1,15% da due o più etnie.
Il 4,36% della popolazione era di origine Spagnola o latina di ogni etnia, il 23,8% tedeschi, 12,6% irlandesi, 10,0% inglesi e il 7,3% di antenati americani, sempre secondo il censimento del 2000.
Dei 5 075 nuclei familiari il 28,10% aveva bambini sotto i 18 anni, il 54,70% erano coppie sposate che vivevano insieme, il 5,20% erano donne non sposate, e il 36,60% non costituivano nuclei familiari.
Il 24,80% di tutti i nuclei familiari era formato da singoli individui e il 4,80% era costituito da over sessantacinquenne che viveva da solo. La dimensione media dei nuclei familiari era di 2,37 persone e quella delle famiglie era di 2,85.
Nella contea la popolazione era così ripartita: il 21,80% sotto i 18 anni, il 9,00% da 18 a 24 anni, il 34,70% dai 25 ai 44 anni, il 26,80% dai 45 ai 64 anni e il 7,80% dagli over sessantacinquenni, con un'età mediana di 37 anni. Per ogni 100 donne c'erano 112,70 uomini, e per ogni 100 donne sopra i 18 anni c'erano 115,70 uomini.
Il reddito mediano per nucleo familiare nella contea erano di 47759 $, mentre quello per famiglia era di 55217 $. Gli uomini avevano un reddito medio di 34861 $ a fronte di 26445 $ delle donne. Il reddito pro capite era di 25198 $. Circa il 5,40% delle famiglie e il 7,30% della popolazione era sotto la soglia di povertà, incluso il 7,90% sotto i 18 anni e il 6,10% over sessantacinquenni.

## Comuni

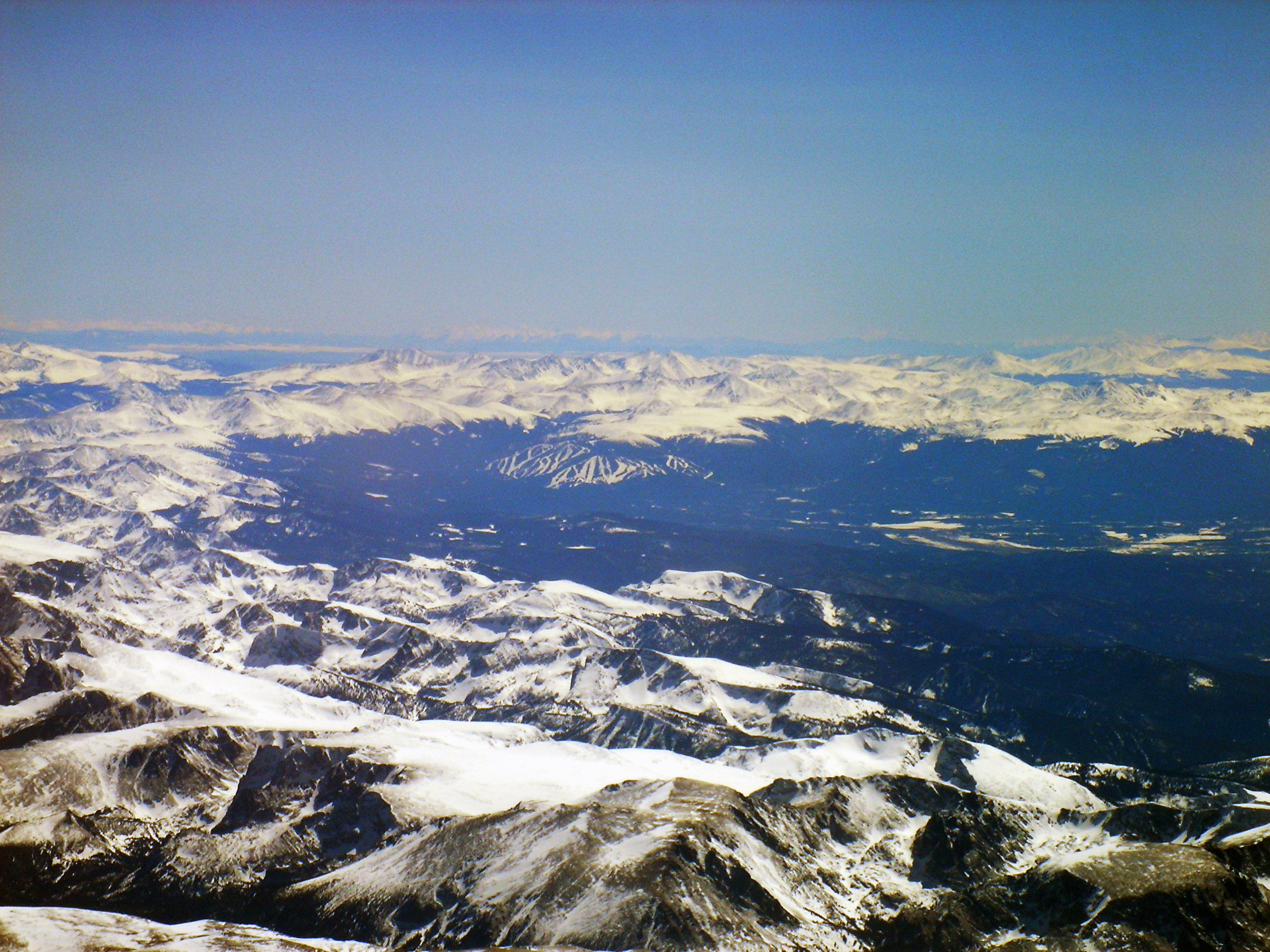
The Fraser Valley in eastern Grand County is a key tourist area.

### Towns
- Fraser
- Granby
- Grand Lake
- Hot Sulphur Springs (capoluogo)
- Kremmling
- Winter Park

### Census-designated places
- Parshall
- Tabernash